# Zac Adams
Pour les articles homonymes, voir Adams.
Zac Adams est un réalisateur, producteur, scénariste et acteur américain né le 17 avril 1977 à Bâton-Rouge, Louisiane (États-Unis).

## Filmographie

### Comme réalisateur

#### Cinéma
- 2000 : True Love
- 2001 : Baby Sit
- 2001 : Everyone's a Customer
- 2002 : A Little Change
- 2004 : Rush Night

#### Télévision
- 2002 : School Colors (Téléfilm)
- 2005 : Southern Haunts (Série télévisée)

### Comme producteur

#### Cinéma
- 2000 : True Love
- 2001 : Everyone's a Customer
- 2002 : A Little Change
- 2004 : Rush Night
- 2004 : Why?

#### Télévision
- 2002 : School Colors (Téléfilm)
- 2005 : Southern Haunts (Série télévisée)

### Comme scénariste

#### Cinéma
- 2000 : True Love
- 2001 : Baby Sit
- 2001 : Everyone's a Customer
- 2004 : Rush Night

#### Télévision
- 2002 : School Colors (Téléfilm)

### Comme acteur

#### Cinéma
- 2000 : True Love : The Teacher
- 2001 : Everyone's a Customer : Video Store Patron
- 2004 : Rush Night : Robber 2

#### Télévision
- 2002 : School Colors : Mr. Davis (Téléfilm)